# Kenichirō Yoshida
Kenichirō Yoshida (jap. 吉田健 一郎 Yoshida Kenichirō; ur. w październiku 1959 w prefekturze Kumamoto) - japoński przedsiębiorca, od kwietnia 2018 prezes firmy Sony.